# Navajo Nation Fair

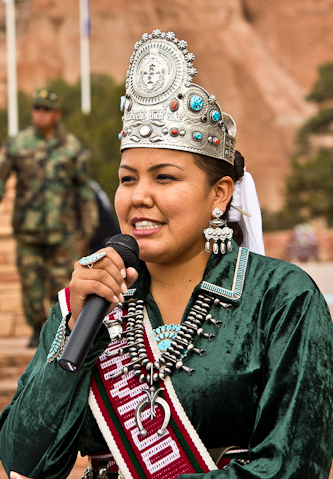
Miss Navajo Nation, Crystalyne Curley

Die Navajo Nation Fair ist eine jährlich im September stattfindende Messe und das größte indigene Volksfest in den Vereinigten Staaten. Sie findet im September in Window Rock, der Hauptstadt der Navajo Nation, im US-Bundesstaat Arizona statt. Seit ihrer Gründung im Jahr 1938 dient sie der Pflege, Präsentation und Feier der kulturellen, sozialen und wirtschaftlichen Identität der Diné (Navajo).

## Geschichte
Die Navajo Nation Fair wurde 1938 als regionale Landwirtschaftsmesse ins Leben gerufen, um Viehzüchter und Farmer der Navajo Nation zu unterstützen. Im Laufe der Jahrzehnte entwickelte sich die Veranstaltung zu einem umfassenden kulturellen Ereignis, das heute Besucher aus der gesamten Navajo Nation sowie aus anderen Teilen der USA und dem Ausland anzieht.

## Bedeutung

### Kulturell
Die Navajo Nation Fair ist ein bedeutendes Forum für den Erhalt und die Förderung der Navajo-Kultur. Traditionelle Tänze, Musik, Kunsthandwerk und Sprache stehen im Mittelpunkt des Programms. Besonders hervorzuheben ist der Miss Navajo Nation Contest, bei dem nicht äußere Schönheit, sondern die Kenntnis der Navajo-Sprache, Traditionen und Lebensweise bewertet wird. Die Gewinnerin dient für ein Jahr als kulturelle Repräsentantin der Navajo Nation.

### Sozial
Für viele Navajo ist die Messe ein zentrales soziales Ereignis. Familien und Clans kommen zusammen, oft über große Entfernungen hinweg. Die Fair dient als Treffpunkt für Angehörige der Navajo Nation und fördert den interkulturellen Dialog mit Besuchern aus anderen Regionen.

### Wirtschaftlich
Die Veranstaltung hat erhebliche wirtschaftliche Auswirkungen für die Region. Sie bietet lokalen Künstlern, Kunsthandwerkern, Landwirten und Unternehmern eine Plattform zur Präsentation und zum Verkauf ihrer Produkte. Der Tourismus zur Zeit der Fair belebt Handel und Gastgewerbe in und um Window Rock.

## Hauptveranstaltungen
Die Navajo Nation Fair umfasst eine Vielzahl von Programmpunkten:
- Rodeo: Ein traditionelles Navajo-Rodeo mit Reit- und Roping-Wettbewerben.
- Powwow: Tanz- und Trommelwettbewerbe mit Teilnehmern aus verschiedenen indigenen Nationen.
- Parade: Eine große Festparade mit Reiterstaffeln, Schulgruppen, Veteranen und Musikformationen.
- Livestock Show: Ausstellung von Nutztieren, meist durch Navajo-Familien und Jugendliche präsentiert.
- Kunst- und Handwerksmarkt: Verkauf traditioneller Navajo-Produkte, darunter Teppiche, Schmuck, Keramik und Sandmalerei.
- Konzerte & Unterhaltungsprogramme: Abends finden Musik-, Comedy- und Kulturshows statt.
- Miss Navajo Nation Pageant: Ein mehrtägiger Wettbewerb zur Wahl der kulturellen Botschafterin der Navajo Nation.[2]

## Miss Navajo Nation
Der Wettbewerb um den Titel Miss Navajo Nation ist ein zentraler Bestandteil der Fair. Die Bewerberinnen müssen u. a. die Navajo-Sprache sprechen, traditionelle Speisen zubereiten, Schafe schlachten und öffentlich über kulturelle Themen sprechen können. Die gewählte Miss Navajo dient als Repräsentantin und Kulturvermittlerin der Nation bei offiziellen Anlässen und in Bildungseinrichtungen.

## Veranstaltungsort
Die Navajo Nation Fair findet auf dem Navajo Nation Fairgrounds in Window Rock, Arizona statt. Das Gelände umfasst ein Rodeo-Stadion, Veranstaltungszelte, Ausstellungsflächen und eine Bühne für kulturelle Darbietungen.

## Besucherzahlen
Die Navajo Nation Fair zieht jährlich über 100.000 Besucher an, darunter Angehörige indigener Völker, Touristen, Wissenschaftler, Kunstliebhaber und politische Vertreter. Sie gilt als die am besten besuchte Veranstaltung ihrer Art in Nordamerika.